# Матеус Дорія
Матеус Дорія (порт. Dória; нар. 8 листопада 1994, Сан-Гонсалу) — бразильський футболіст, захисник клубу «Малатьяспор».
Виступав, зокрема, за клуби «Ботафогу» та «Марсель», а також національну збірну Бразилії.

## Клубна кар'єра
Народився 8 листопада 1994 року в місті Сан-Гонсалу. На самому початку своєї кар'єри Дорія був гравцем у міні-футбол. Він був запрошений скаутами «Греміо» на перегляд до клубу з Ріу-Гранді-ду-Сул, але отримана травма завадила йому вирушити на південь. Проте гравець зацікавився можливою кар'єрою у великому футболі і через півроку опинився у «Ботафого», куди потрапив у віці 14 років.
Взявши участь у Юнацькому кубку Сан-Паулу, Дорія потрапив в основну команду в січні 2012 року через травму лівої щиколотки, якуц отримав Бріннер. Тренер Освалдо де Олівейра відвідав його перше тренування з професіоналами і був вражений тим, як Дорія себе проявив, запевнивши, що молодий гравець не повернеться в молодіжну команду.
9 місяців потому, у вересні в грі з «Корітібою», Дорія дебютував у чемпіонаті Бразилії. Він зіграв добре і удостоївся похвали з боку преси і тренера, завоювавши собі місце в основному складі.
27 жовтня 2012 року Дорія забив свій перший гол у офіційних матчах у грі чемпіонату Бразилії проти «Атлетіко Гояніенсе». В кінці першого тайму Андрезіньйо навісив з вільного удару точно на голову Дорії, який переправив м'яч у сітку, зробивши рахунок 2:0. Зустріч завершилася з рахунком 4:0 на користь команди з Ріо-де-Жанейро.
1 вересня 2014 року за 8 млн євро перейшов у «Олімпік» (Марсель). Тут футболіст виступав виключно за дублюючу команду, через що у лютому 2015 року повернувся на батьківщину, перейшовши на правах оренди до «Сан-Паулу», після чого у сезоні 2015/16 також на правах оренди грав за іспанську «Гранаду» з Ла Ліги.
Влітку 2016 року повернувся в «Марсель». У першій половині сезону 2016/17 нарешті зміг закріпитись і став грати за першу команду, однак вже після зимової перерви втратив місце в основі та став лише виходити на заміну. За сезон відіграв за команду з Марселя 23 матчі в національному чемпіонаті.
Наступного сезону Дорія вийшов в основі лише раз — у матчі проти «Монако», який «Марсель» програв з рахунком 1:6, а сам Дорія отримав від преси найнижчу можливу оцінку — 1 з 10. Надалі він рідко потрапляв навіть до заявок на матчі, загалом зігравши за півсезону 75 хвилин у трьох матчах. У січні Дорія був відданий до оренди до турецького «Малатьяспора».

## Виступи за збірні
Залучався до складу молодіжної збірної Бразилії. У грудні 2013 року разом з ще двома гравцями «Ботафого» Бруно Мендесом і Жадсоном був викликаний в молодіжну збірну Бразилії для участі у молодіжному чемпіонаті Південної Америки 2013 року. Дорія з'явився у всіх чотирьох матчах проти Еквадору, Уругваю, Венесуели і Перу, але бразильці не вийшли з групи. У червні 2013 року він як капітан Бразилії U20 виграв Турнір у Тулоні, а у наступному розіграші повторив з командою це досягнення. Всього на молодіжному рівні зіграв у 15 офіційних матчах.
6 квітня 2013 року дебютував в офіційних матчах у складі національної збірної Бразилії в товариському матчі проти Болівії, замінивши на 87 хвилині Деде. Наразі цей матч так і залишається єдиним у складі збірної.

## Статистика виступів

### Статистика клубних виступів
| Сезон                | Команда              | Чемпіонат            | Чемпіонат | Чемпіонат | Національний кубок | Національний кубок | Національний кубок | Континентальні кубки | Континентальні кубки | Континентальні кубки | Інші змагання | Інші змагання | Інші змагання | Усього | Усього |
| Сезон                | Команда              | Ліга                 | Ігор      | Голів     | Ліга               | Ігор               | Голів              | Ліга                 | Ігор                 | Голів                | Ліга          | Ігор          | Голів         | Ігор   | Голів  |
| -------------------- | -------------------- | -------------------- | --------- | --------- | ------------------ | ------------------ | ------------------ | -------------------- | -------------------- | -------------------- | ------------- | ------------- | ------------- | ------ | ------ |
| 2012                 | «Ботафогу»           | A+ЛК                 | 20+0      | 1+0       | КБ                 | 0                  | 0                  | ПАК                  | 0                    | 0                    | -             | -             | -             | 20     | 1      |
| 2013                 | «Ботафогу»           | A+ЛК                 | 30+11     | 1+2       | КБ                 | 8                  | 1                  | -                    | -                    | -                    | -             | -             | -             | 49     | 4      |
| 2014                 | «Ботафогу»           | A+ЛК                 | 10+6      | 0+0       | КБ                 | 0                  | 0                  | КЛ                   | 8                    | 0                    | -             | -             | -             | 24     | 0      |
| Усього за «Ботафогу» | Усього за «Ботафогу» | Усього за «Ботафогу» | 77        | 4         |                    | 8                  | 1                  |                      | 8                    | 0                    |               |               |               | 93     | 5      |
| 2014–15              | «Марсель»            | Л1                   | 0         | 0         | КФ+КЛ              | 0                  | 0                  | -                    | -                    | -                    | -             | -             | -             | 0      | 0      |
| 2015                 | «Сан-Паулу»          | A+ЛП                 | 9+5       | 1+1       | -                  | -                  | -                  | КЛ                   | 4                    | 0                    | -             | -             | -             | 18     | 2      |
| 2015–16              | «Гранада»            | ПД                   | 8         | 0         | КІ                 | 2                  | 0                  | -                    | -                    | -                    | -             | -             | -             | 10     | 0      |
| 2016–17              | «Марсель»            | Л1                   | 11        | 0         | КФ                 | 1                  | 0                  | -                    | -                    | -                    | -             | -             | -             | 12     | 0      |
| Усього за кар'єру    | Усього за кар'єру    | Усього за кар'єру    | 110       | 6         |                    | 11                 | 1                  |                      | 12                   | 0                    |               | 0             | 0             | 132    | 7      |